# Соболевский, Игорь
И́горь Станиславович Соболе́вский (4 мая 1962 — 4 августа 2022) — советский легкоатлет, специалист по многоборьям. Выступал на всесоюзном уровне в 1980-х годах, обладатель бронзовой медали международного турнира «Дружба-84», бронзовый призёр Кубка Европы, победитель первенств всесоюзного и республиканского значения, участник ряда крупных международных стартов. Представлял Душанбе и позднее Киев. Мастер спорта СССР международного класса.

## Биография
Игорь Соболевский родился 4 мая 1962 года. Занимался лёгкой атлетикой в Душанбе и позднее Киеве, выступал за Таджикскую и Украинскую ССР соответственно, добровольные спортивные общества «Урожай» и «Трудовые резервы», Вооружённые силы.
Впервые заявил о себе в сезоне 1980 года, когда в десятиборье одержал победу на соревнованиях во Фрунзе.
В 1982 году в десятиборье выиграл серебряную медаль на III Молодежных играх СССР в Ленинграде, установив при этом ныне действующий рекорд Таджикистана — 7846 очков.
В 1983 году в той же дисциплине победил на соревнованиях в Киеве. Попав в состав советской сборной, выступил на Кубке Европы по легкоатлетическим многоборьям в Софии, где занял седьмое место в личном зачёте десятиборья и тем самым помог своим соотечественникам стать бронзовыми призёрами мужского командного зачёта.
В 1984 году с личным рекордом в 8530 очков завоевал серебряную награду на чемпионате СССР по многоборьям в Киеве, уступив только Григорию Дегтярёву, взял бронзу на всесоюзных соревнованиях в Москве. Рассматривался в качестве кандидата на участие в летних Олимпийских играх в Лос-Анджелесе, однако Советский Союз вместе с несколькими другими странами восточного блока бойкотировал эти соревнования по политическим причинам. Вместо этого Соболевский выступил на альтернативном турнире «Дружба-84» в Москве, где с результатом в 8433 очка выиграл бронзовую медаль.
В мае 1985 года принимал участие в международном турнире в Гётцисе, однако завершил здесь выступление досрочно.
За выдающиеся спортивные достижения удостоен почётного звания «Мастер спорта СССР международного класса».
По сообщению Александра Апайчева, Соболевский умер 4 августа 2022 года.